# 제프 맥카시

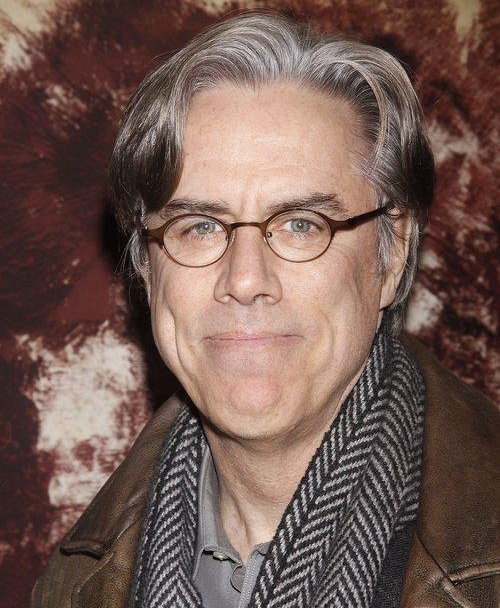

제프 맥카시(Jeff McCarthy, 1954년 10월 16일 ~ )는 미국의 배우, 텔레비전 배우, 영화배우, 연극 배우이다.
캘리포니아주에서 태어났다.

## 영화
- 러브 몽키 (2006년)
- Law & Order : 성범죄전담반 1 (1999년)
- 스타 트렉 - 보이저: 케어테이커 (1995년)
- 클리프행어 (1993년)
- 로보캅 2 (1990년)
- 낫츠 랜딩 (1979년)